# Chaetodon madagaskariensis
Poisson-papillon à damiers, Poisson-papillon malgache
Espèce
Statut de conservation UICN

 LC  : Préoccupation mineure
Chaetodon madagaskariensis, communément nommé Poisson-papillon à damiers ou Poisson-papillon malgache, est une espèce de poissons marins de la famille des Chaetodontidae.

## Description
Chaetodon madagaskariensis peut mesurer jusqu'à 13 cm de longueur totale.

## Répartition
Le Poisson-papillon malgache est présent dans les eaux tropicales de l'océan Indien et il se rencontre dans les pays suivants : Afrique du Sud, Comores, Île Christmas, Îles Cocos, Indonésie, Kenya, La Réunion, Madagascar, Maldives, Maurice, Mayotte, Mozambique, Seychelles, Somalie, Sri Lanka, Tanzanie, Terres australes et antarctiques françaises, Territoire britannique de l'océan Indien.

## Taxonomie
Le nom valide complet (avec auteur) de ce taxon est Chaetodon madagaskariensis Ahl, 1923.
Ce poisson a été initialement décrit comme une sous-espèce de Chaetodon chrysurus sous le taxon Chaetodon chrysurus madagaskariensis,.
Il a également été décrit comme Chaetodon chrysurus par Julien Desjardins en 1834 en même temps que l'espèce Chaetodon festivus mais son nom a été jugé invalide et synonymisé avec celui de C. madagaskariensis. 
Ce taxon porte en français les noms vernaculaires ou normalisés suivants : Papillon de Madagascar, Chétodon malgache, Chétodon à damiers.
Chaetodon madagaskariensis a pour synonymes :
- Chaetodon chrysurus madagaskariensis Ahl, 1923
- Chaetodon chrysurus Desjardins, 1834
- Chaetodon madagascariensis Ahl, 1923

## Étymologie
Son épithète spécifique, composée de madagaskari et du suffixe latin -ensis, « qui vit dans, qui habite », lui a été donnée en référence à sa Madagascar, qui a été considérée à l'origine et par erreur comme étant la localité type.

## Publication originale
- (de) Ernst Ahl, « Zur Kenntnis der Knochenfischfamilie Chaetodontidae insbesondere der Unterfamilie Chaetodontinae », Archiv für Naturgeschichte. Abteilung A., Berlin, vol. 89, no 5,‎ 1923, p. 1-205 (lire en ligne, consulté le 18 avril 2024).